# Rudolf Leonhard
Pour les articles homonymes, voir Leonhard.
Œuvres principales
Rudolf Leonhard (né le 27 octobre 1889 Lissa, aujourd'hui Leszno en Pologne , mort le 19 décembre 1953, Berlin-Est en RDA) est un écrivain allemand, représentant de l’expressionnisme littéraire allemand.

## Biographie
Fils d'avocat, Rudolf Leonhard étudie le droit à Berlin et Göttingen. En 1914, il s'engage dans l'armée mais devient pourtant opposant à la guerre, ce qui lui vaut de comparaître devant un tribunal de guerre.
De retour du front, il prend une part active à la Révolution allemande de 1918-1919. Après un bref passage entre 1918 et 1922 à l'USPD, puis au KPD et au KAPD, il ne reprend pas de carte du parti mais reste proche du mouvement communiste. Au début des années 1920, il vit de sa plume à Berlin, collabore à la revue Die Weltbühne, entre autres, et est proche d'autres écrivains expressionnistes, tels Ludwig Meidner, Johannes R. Becher, Walter Hasenclever. Il travaille pour la maison d'édition Die Schmiede. Il est cofondateur et directeur du théâtre politique Tribüne (de) (avec, entre autres, Erwin Piscator).
Rudolf Leonhard épouse en 1918 Susanne Köhler (1895 – 1984). Leur union ne durera que quelques mois, mais donnera naissance, après leur divorce, à Wolfgang Leonhard en 1921 à Vienne.
En 1927, il s'installe à Paris. Rudolf Leonhard épouse la Française Yvette Prost (1896 – 1963) le 15 septembre 1935. Elle est secrétaire à la mairie de Marseille et soutiendra financièrement son mari pendant ses années d’exil en France et lui permettra de continuer à s’adonner à l’écriture.
Quand éclate la Seconde Guerre mondiale, il est interné au camp du Vernet. En décembre 1941, il est transféré à la prison de Castres, d'où il parvient à s'évader le 16 septembre 1943. Il passe la guerre dans la clandestinité à Marseille et prend part à la Résistance sous le nom de Raoul Lombat.
Il participe au 1er congrès des écrivains allemands à Berlin en 1947.
En 1950, il s'installe dans la nouvelle République démocratique allemande, à Berlin-Est.
Il est le père de Wolfgang Leonhard.

## Œuvre
De 1912 à 1919, Leonhard écrit une poésie de style expressionniste où il évoque une révolution spirituelle à venir. Puis, il compose des poèmes à caractère politique, comme dans le recueil Spartakus-Sonette (1921).
Il est aussi l'auteur de pièces de théâtre, ainsi Segel am Horizont, sur le thème des conflits dans la jeune Russie soviétique, jouée avec succès à la Volksbühne de Berlin en 1925, ou la tragédie Geiseln, sur la Résistance, écrite au camp du Vernet en 1941.

## Publications

### Comme auteur
- Beate und der große Pan : ein Roman, Berlin, Verlags-Gesellschaf, vers 1910
- Polnische Gedichte, Leipzig, K. Wolff, 1918
- Kampf gegen die Waffe, Berlin, Rohwolt, 1919
- Briefe an Margit. Gedichte, Hannover, P. Steegemann , 1919
- Alles und Nichts! : Aphorismen, Berlin, Ernst Rowohlt , 1920
- Spartakus-Sonette, Stuttgart, O. Wöhrle, 1921
- Die Ewigkeit dieser Zeit. Eine Rhapsodie gegen Europa, Berlin, Verlag Die Schmiede, 1924
- Das nackte Leben : Sonette, Berlin, Die Schmiede , 1925
- Das Wort, Berlin, I. Graetz-Verlag , 1931
- Der Tod des Don Quijote : Geschichten aus dem spanischen Bürgerkriege, 1938
- Geiseln : Tragödie, Baden-Baden, Pallas-Verlag, 1947
- Unsere Republik, Kongress-Verlag, 1951
- Le Vernet : Gedichte, Berlin (RDA), Verlag der Nation , 1961
- In derselben Nacht : Das Traumbuch des Exils, Berlin : Aufbau-Verlag, 2001

### Comme coauteur
- (fr) Hölderlin, avec Robert Rovini, Paris, Éditions Seghers, Collection « Poètes d'aujourd'hui » N° 36, 1953.